# Ultramega OK
Ultramega OK — дебютный студийный альбом американской рок-группы Soundgarden, вышедший в 1988 году.

## Об альбоме
Ultramega OK вышел вслед за двумя EP Screaming Life (1987) и Fopp (1988), вышедшими на лейбле Sub Pop. Для записи первого полноценного альбома группа заключила контракт с SST Records.
Музыкальная палитра альбома содержит в себе элементы хэви-метала, психоделического рока, классического рока и хардкор-панка. В поддержку альбома группа провела концертный тур по США и странам Европы.
Ultramega OK принесла в 1990 году группе «Грэмми» в номинации «Лучшее метал-исполнение».

## Список композиций
| №                   | Название                | Текст песни         | Музыка              | Длительность |
| ------------------- | ----------------------- | ------------------- | ------------------- | ------------ |
| 1.                  | «Flower»                | Корнелл             | Тайил               | 3:25         |
| 2.                  | «All Your Lies»         | Корнелл             | Тайил, Ямамото      | 3:51         |
| 3.                  | «665»                   | Корнелл             | Ямамото             | 1:37         |
| 4.                  | «Beyond the Wheel»      | Корнелл             | Корнелл             | 4:20         |
| 5.                  | «667»                   | Корнелл             | Ямамото             | 0:56         |
| 6.                  | «Mood for Trouble»      | Корнелл             | Корнелл             | 4:21         |
| 7.                  | «Circle of Power»       | Ямамото             | Тайил               | 2:05         |
| 8.                  | «He Didn't»             | Корнелл             | Кэмерон             | 2:47         |
| 9.                  | «Smokestack Lightning»  | Howlin' Wolf        | Howlin' Wolf        | 5:07         |
| 10.                 | «Nazi Driver»           | Корнелл             | Ямамото             | 3:52         |
| 11.                 | «Head Injury»           | Корнелл             | Корнелл             | 2:22         |
| 12.                 | «Incessant Mace»        | Корнелл             | Тайил               | 6:27         |
| 13.                 | «One Minute of Silence» | Корнелл             | Джон Леннон         | 1:02         |
| Общая длительность: | Общая длительность:     | Общая длительность: | Общая длительность: | 42:48        |

## Участники записи
- Мэтт Кэмерон — барабаны
- Крис Корнелл — вокал, ритм-гитара в песнях «Mood for Trouble», «He Didn't» и «Smokestack Lightning», бас-гитара в песне «Circle of Power»
- Ким Тайил — лид-гитара
- Хиро Ямамото — бас-гитара, основной вокал в «Circle of Power»